# Cartouche, le brigand magnifique
Pour les articles homonymes, voir Cartouche.
Pour plus de détails, voir Fiche technique et Distribution.
Cartouche, le brigand magnifique est un téléfilm français réalisé par Henri Helman, sorti en 2009, diffusé en deux parties en Belgique les 10 et 17 novembre sur la Une (RTBF), puis en France les 22 et 23 décembre sur France 2. Il est librement inspiré de la vie du brigand du XVIIIe siècle, Louis Dominique Cartouche.

## Synopsis
Sous la Régence, Cartouche, un voleur, voit sa fiancée assassinée par La Reynie, futur chef de police venu l'arrêter. Depuis il n'a qu'une seule idée en tête : se venger. Huit ans plus tard, Cartouche est aimé du peuple et craint des puissants. Avec ses amis (La Guigne, Timour, Isabelle ou encore Le Marquis), il a créé sa légende en distribuant aux pauvres une partie du butin pris aux nobles. Mais un jour, il s'en prend au ministre d'Argenson, puis au Régent lui-même, qui se jure de le lui faire payer...

## Fiche technique
- Origine : France - Belgique
- Budget : 5,2 millions d'euros[1]
- Scénario : Lorraine Levy et Anne-Marie Catois
- Musique : Cyril Morin

## Distribution
- Frédéric Diefenthal : Cartouche
- Juliette Lamboley : Juliette de La Reynie
- Gwendoline Hamon : Diane
- Estelle Vincent : Isabelle
- Grégory Fitoussi : 
 Nicolas de La Reynie
- François Levantal : d'Argenson
- Pierre Gérard : le Régent
- Patrick Fierry : l'abbé Dubois
- Bruno Debrandt : Le Marquis
- Mark Grosy : Timour
- Éric Bougnon : La Guigne
- Nicky Naudé : Anglet
- Guy Amram : Belles dents
- Céline Vitcoq : Suzon
- Marie Piot : Blanche

## Tournage
Le téléfilm a été tourné en :
- Gironde :
  - château de Roquetaillade,
  - château du Taillan,
  - commune de Frontenac,
  - maison forte du Prat à Générac ;
- mais surtout en Dordogne :
  - château de Bourdeilles,
  - château de Commarque,
  - château de Hautefort,
  - château de Puyguilhem,

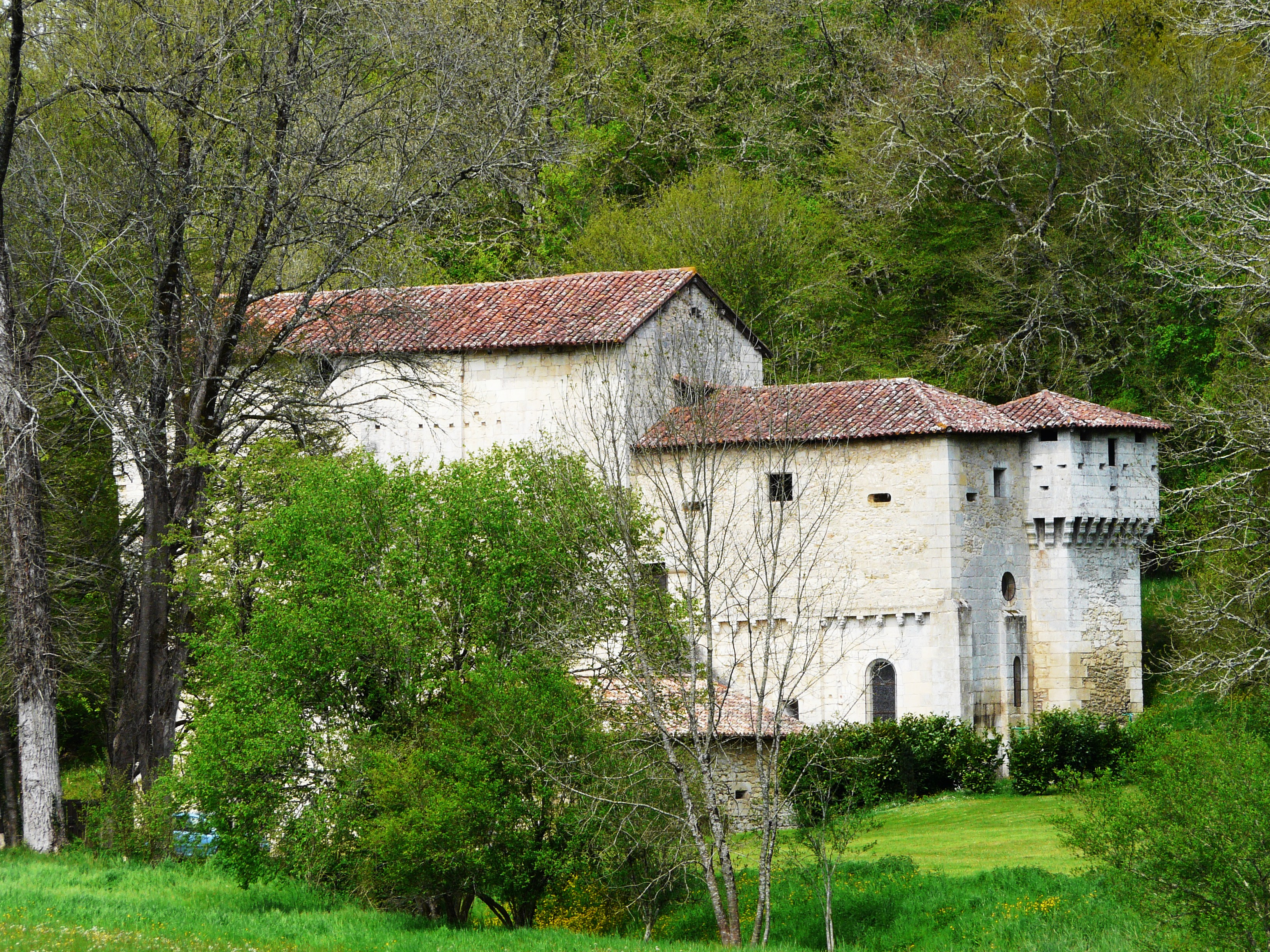
L'un des sites du tournage : le prieuré de Merlande

  - prieuré de Merlande à La Chapelle-Gonaguet,
  - au cloître de l'abbaye de Cadouin,
  - dans les abris du vallon de Castel Merle à Sergeac,
  - aux Cabanes du Breuil à Saint-André-d'Allas,
  - dans la partie ancienne de Sarlat[2].

Le tournage a duré neuf semaines : quatre en Gironde et cinq en Dordogne.